# Dodge City (Kansas)
Dodge City település az Amerikai Egyesült Államok Kansas államában, Ford megyében, melynek megyeszékhelye is. Lakosainak száma 27 788 fő (2020. április 1.).

## Története

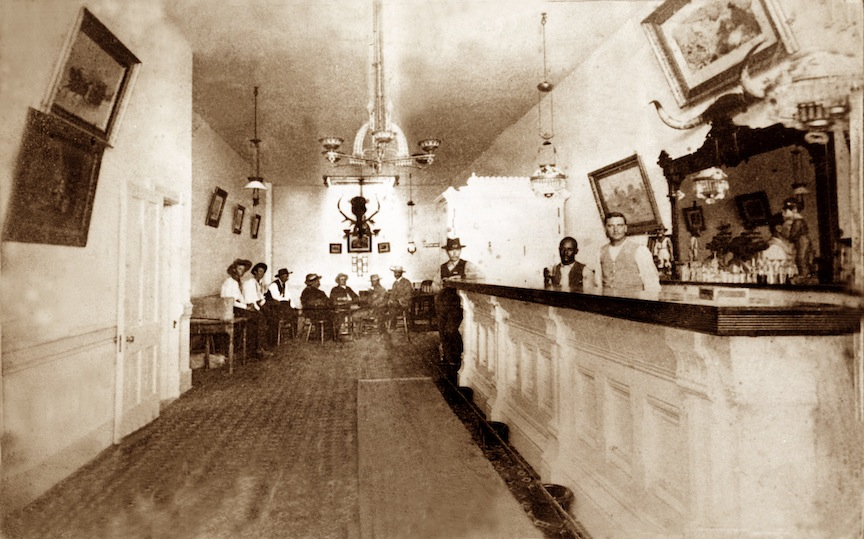
A valódi Long Branch Saloon belseje Dodge Cityben, Kansas államban, 1870 és 1885 között fényképezve

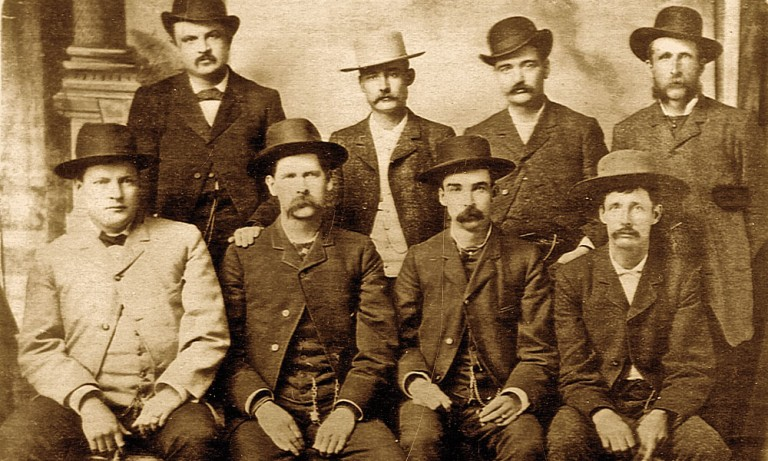
A "Dodge City-i Békebizottság" 1883. június 10-én. Balról jobbra, állva: Charlie Bassett, Wyatt Earp, Michael Francis "Frank" McLean, Cornelius "Neil" Brown

Az első település azon a területen, amelyből Dodge City lett, a civilek által 1847-ben épített Fort Mann volt. Abban az időben a terület Mexikóhoz tartozott, és az erődöt azért építették, hogy védelmet nyújtson a Santa Fe Trailen utazóknak. Fort Mann 1848-ban omlott össze, miután a bennszülöttek megtámadták. 1850-ben megérkezett az amerikai hadsereg, hogy védelmet biztosítson a térségben, és a régi Fort Mann helyén felépítette az Atkinson erődöt. A hadsereg 1853-ban elhagyta Fort Atkinsont. A Santa Fe Trail katonai erőit 1859-ben északabbra és keletre, Fort Larnedben telepítették vissza, de a terület a későbbi Dodge City környékén a polgárháború végéig üresen maradt. 1865 áprilisában az amerikai határháborúk nyugaton kezdtek elfajulni, és a hadsereg felépítette Fort Dodge-ot, hogy segítse Fort Larned-et a Santa Fe Trail védelmének biztosításában. Fort Dodge 1882-ig működött. 1882-ben Fort Dodge a városba költözött.
Dodge City városa 1871-re vezethető vissza, amikor Henry J. Sitler farmer egy gyepmesteri házat épített Fort Dodge-tól nyugatra, hogy felügyelje szarvasmarha-üzemeit a térségben, amely a Santa Fe Trail és az Arkansas folyó közelében feküdt, és Sitler háza hamarosan az utazók megállóhelyévé vált. Mások a keletről gyorsan közeledő Santa Fe Railway miatt látták meg a térségben rejlő kereskedelmi lehetőségeket. 1872-ben Dodge Cityt a 100. hosszúsági körön és a Fort Dodge rezervátum törvényes nyugati határán jelölték ki. A város területét felparcellázták, és George M. Hoover egy sátorban létrehozta az első kocsmát, hogy kiszolgálja a Fort Dodge-ból érkező szomjas katonákat. A vasút szeptemberben érkezett, és a város készen állt az üzletre. A korai telepesek Dodge Cityben bölénycsontokkal és -bőrökkel kereskedtek, és civil közösséget biztosítottak Fort Dodge számára. A vasút megérkezésével Dodge City hamarosan bekapcsolódott a marhakereskedelembe.
A Texasi hosszúszarvú marhák Texasból a kansasi vasútállomásokra való hajtásának ötlete az 1850-es évek végén született, de a polgárháború miatt félbeszakadt. Az első texasi szarvasmarhák 1866-ban kezdtek el érkezni a Kansas délkeleti részén fekvő Baxter Springsbe a Shawnee Trail útján.

## Közlekedés
A települést érinti az Amtrak egyik távolsági vasúti járata is, a Southwest Chief.

## Népesség
A település népességének változása:
| Lakosok száma | 27 340 | 28 075 | 27 788 |
|               | 2010   | 2012   | 2020   |